# 토펜
토펜(독일어: Toffen)은 스위스 베른주의 베른-미텔란트구에 있는 자치체이다. 그것은 베른 시에서 남쪽으로 약 10km 떨어져 있다.
이곳에 위치한 궁전인 토펜성은 국가적으로 중요한 문화 유산이다.

## 역사

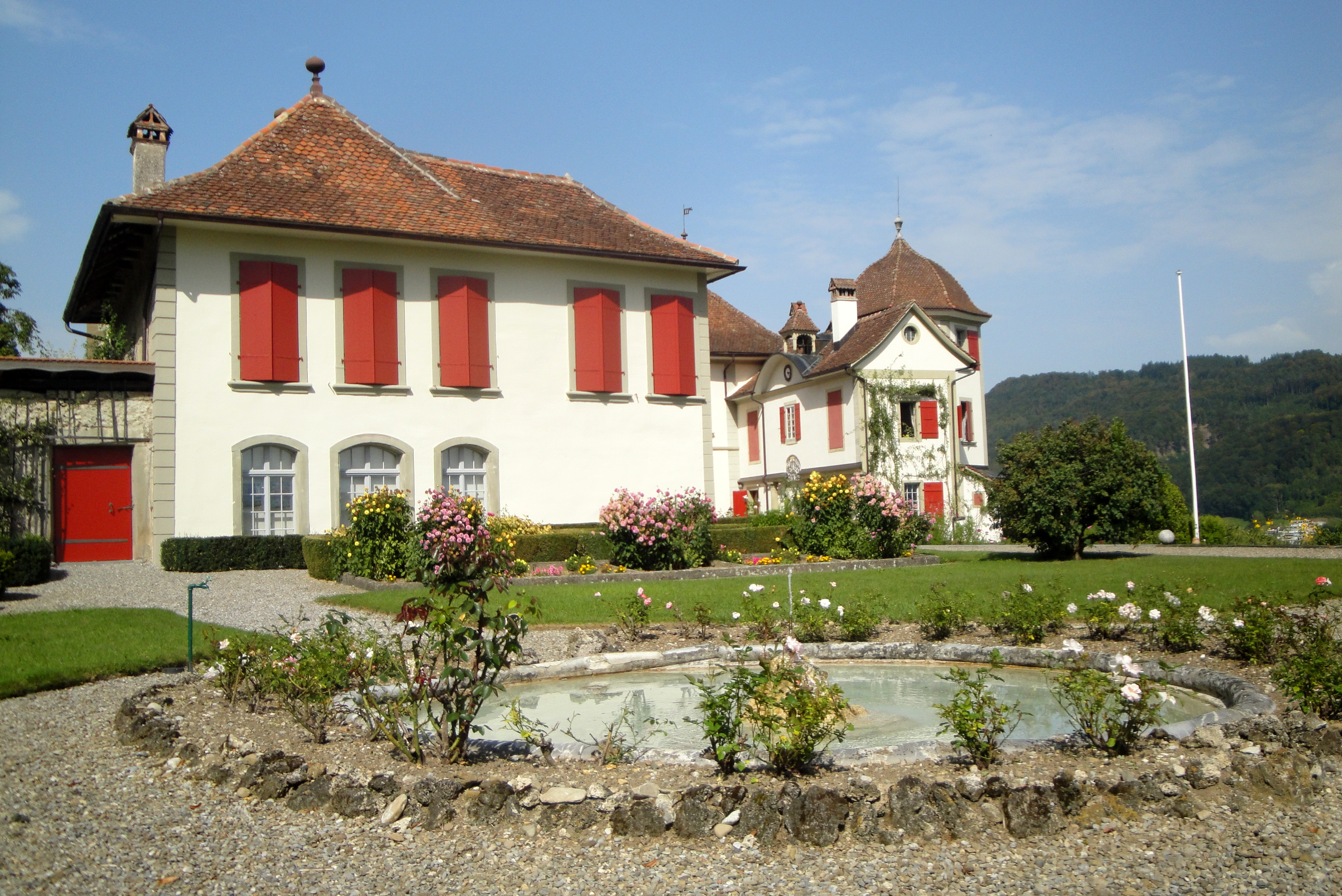
토펜성

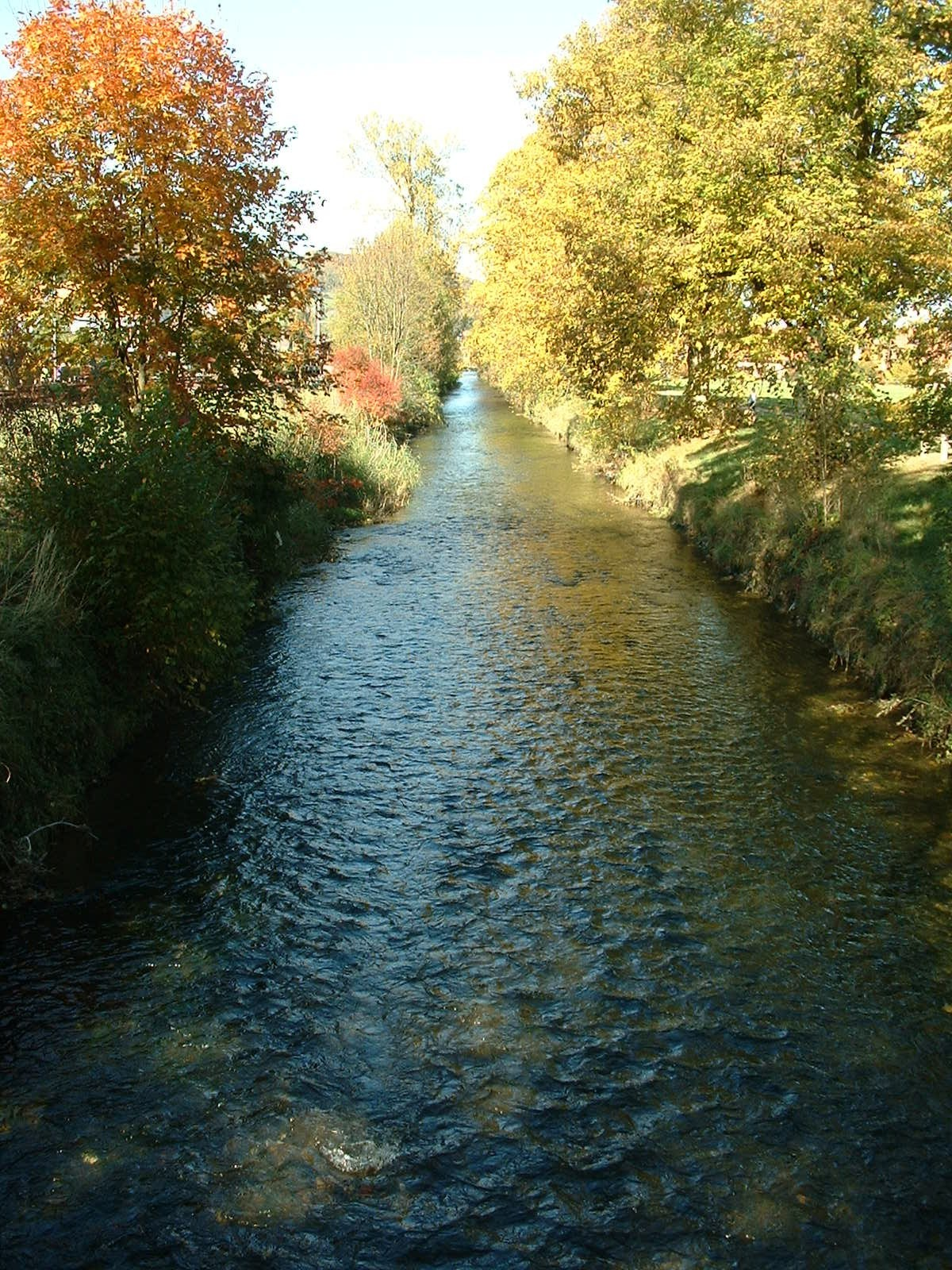
토펜의 귀르베강

토펜은 1148년에 Toffen으로 처음 언급되었다.
이 지역에서 가장 오래된 정착의 흔적은 성 근처에서 발견된 청동기 시대 무덤이다. 로마 시대에 보데나커 근처에 영주의 저택이 있었다. 집 외에도 로마 동전과 도자기가 시정촌 주변에서 발견되었다. 로마인들은 또한 이 지역에서 응회암을 채석했으며, 라틴어로 응회암을 뜻하며, 두부는 아마도 토펜이 되었을 것이다. 13세기까지 그것은 폰 벨프 남작 – 몬테나흐 영지의 일부였다. 1300년경에 이 마을은 다른 귀족 가문에 의해 인수되었고 여러 세기 동안 여러 귀족 가문이 소유했다. 14세기 중반까지 베른은 마을을 다스렸고 소유주는 이제 베른 귀족 가문을 포함하게 되었다.
성은 1306년에 처음 언급되었으며, 지역 영지의 중심이었다. 1507년에 바로톨로뮤 마이는 후기 고딕 양식의 시골 저택으로 확장하고 개조했다. 1628년 로이 크노블라우히는 전체 인테리어를 재설계했다. 1671-73년에 요한 게오르크는 성을 바로크 양식의 저택으로 개조했다. 1750년경 게오르크 사무엘 폰 베르트는 성을 다시 확장하고 개조했다. 1798년 프랑스의 침공과 헬베티아 공화국의 창설 이후 성의 소유자는 마을 사람들을 다스리고, 판단하고, 처벌할 중세의 권리를 잃었다. 그러나 그들은 성의 소유권을 유지했으며, 개인 소유로 남아있었다.
1855년부터 1911년까지의 귀르베강 수정 프로젝트는 늪지대 계곡 바닥을 배수하고 추가 농장과 정착지를 열었다. 1901년에 귀트베탈 철도가 건설되면서 주민들이 지자체를 오가는 것이 더 쉬워졌다. 1960년대에는 도로와 철도가 잘 연결되어 성장하는 도시 베른을 위한 베드 타운 커뮤니티로 성장할 수 있었다. 1980년대에 토펜은 베른 광역권의 일부가 되었다. 오늘날 인구의 80% 이상이 베른과 주변 지역 사회로 통근한다. 그러나 토펜에는 여전히 작은 농업 및 낙농 산업이 있다.

## 지리

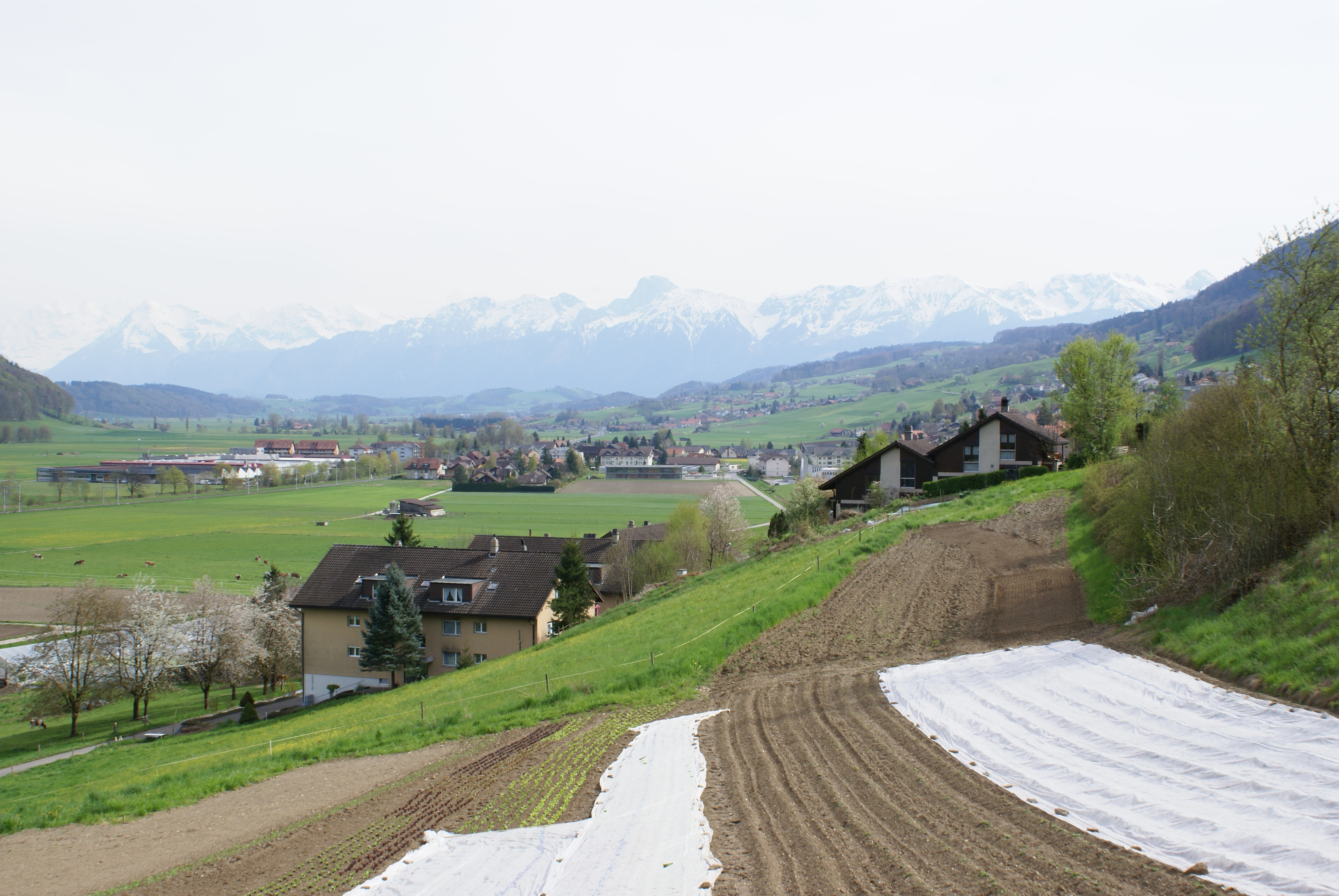
토펜 마을, 북쪽 끝에서 본 풍경

토펜의 면적은 4.88k㎡이다. 2012년 기준으로 총 3.06k㎡ (62.4%)가 농업용으로 사용되고 0.95k㎡ (19.4%)가 산림으로 사용된다. 나머지 시정촌은 0.83k㎡ (16.9%)가 정착(건물 또는 도로), 0.02k㎡ (0.4%)가 강 또는 호수이다.
같은 해 산업 건물은 전체 면적의 1.6%, 주택과 건물은 8.4%, 교통 기반 시설은 6.3%를 차지했다. 총 토지 면적의 총 17.8%는 삼림이 무성하고, 1.6%는 과수원이나 작은 나무 군락으로 덮여 있다. 농경지 중 38.4%는 작물 재배에 사용되며, 22.2%는 목초지로, 1.8%는 과수원이나 덩굴 작물에 사용된다. 시정촌의 모든 물은 흐르는 물이다.
시정촌은 귀르베탈에 위치해 있으며, 렝겐베르크의 동쪽 경사면에서 벨프베르크 기슭까지 뻗어 있다. 토펜 마을과 브라이트룬 및 하이테레의 작은 마을로 구성되어 있다.
2009년 12월 31일에 시정촌의 이전 구역인 제프티겐구가 해산되었다. 다음 날 2010년 1월 1일에 새로 설립된 베른-미텔란트구에 합류했다.

## 인구통계

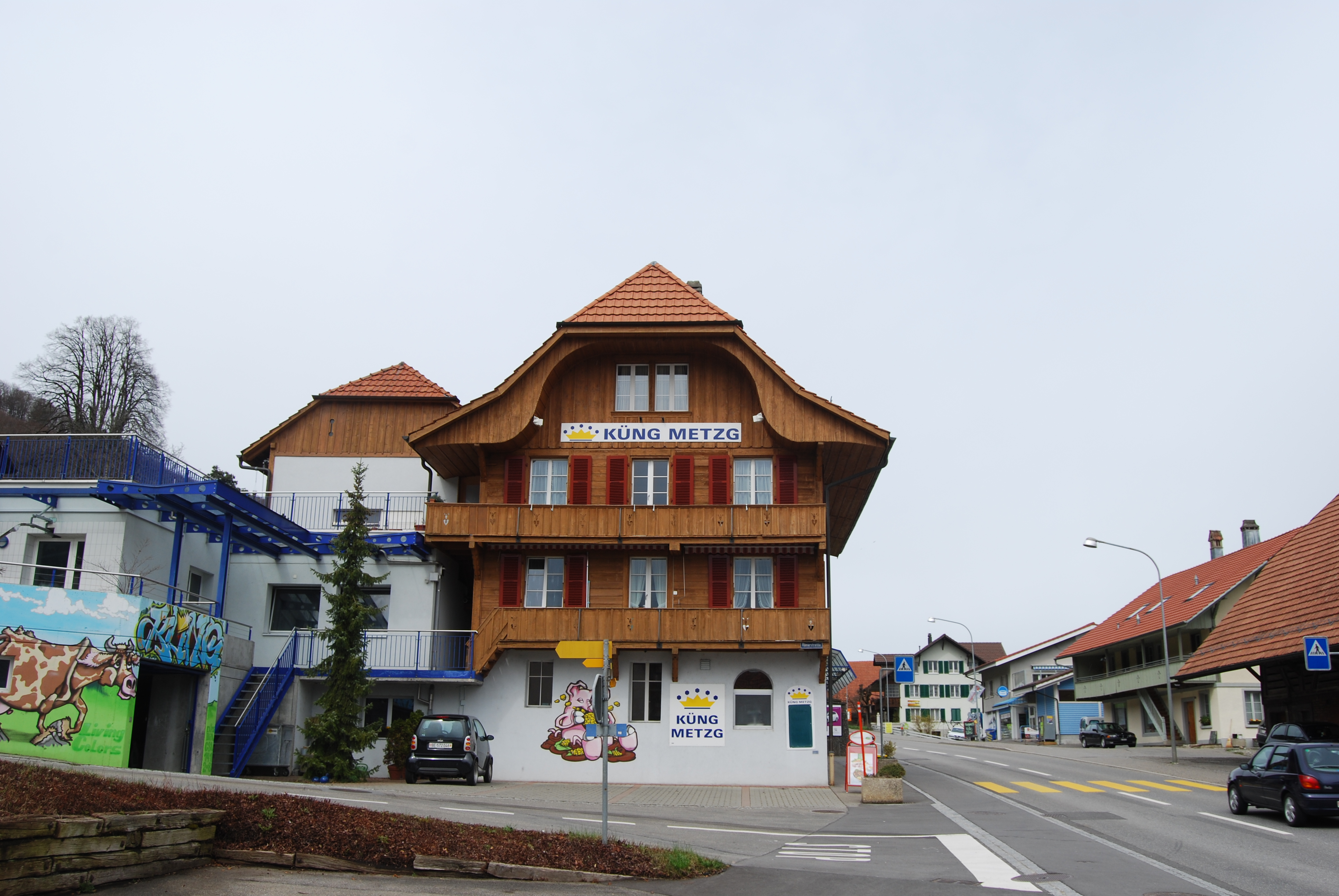
토펜

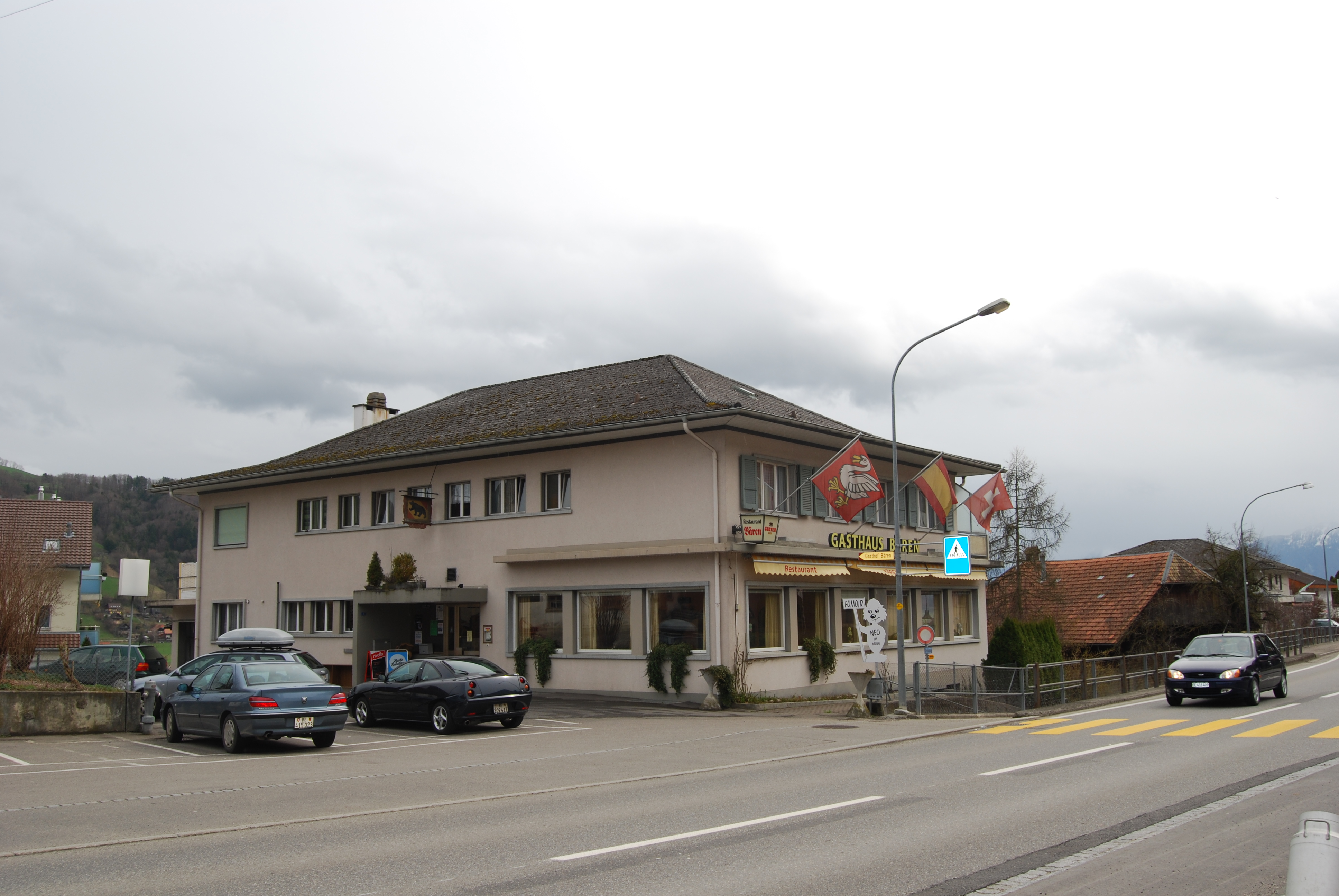
토펜의 가스트하우스 베렌

2020년 12월 기준, 토펜의 인구는 2,547명이다. 2012년 기준으로 인구의 8.3%가 거주 외국인이다. 2010년부터 2012년까지 지난 2년 동안 인구는 2.0%의 비율로 변경되었다. 이민은 1.5%, 출생 및 사망은 0.2%를 차지했다.
2000년 기준, 인구 대부분인 2,112명(95.0%)이 독일어를 모국어로 사용하고, 프랑스어는 두 번째로 많이 사용(28명(1.3%)하고, 알바니아어는 세 번째(18명(0.8%)로 사용한다. 이탈리아어를 할 줄 아는 11명과 로만슈어를 할 줄 아는 사람이 5명 있다.
2008년 기준으로 인구는 남성 48.5%, 여성 51.5%이다. 인구는 1,075명의 스위스 남성(인구의 43.9%)과 113명(4.6%)의 비스위스계 남성으로 구성되었다. 스위스 여성은 1,176명(48.0%), 비스위스계 여성은 86명(3.5%)이었다. 시정촌의 509명(22.9%)이 토펜에서 태어나 2000년에 그곳에서 살았다. 같은 주에서 태어난 1,182명(53.2%)이 있었고, 스위스 다른 곳에서 태어난 289명(13.0%)이 있었다. 182명(8.2%)이 스위스 이외의 지역에서 태어났다.
2012년 기준으로 아동·청소년(0~19세)이 20.0%, 성인(20~64세)이 61.6%, 노인(64세 이상)이 18.3%를 차지한다.
2000년 기준으로 시정촌에는 미혼이거나, 독신인 사람이 900명 있다. 기혼자는 1,139명, 미망인은 89명, 이혼한 사람은 95명이었다.
2010년 기준 1인 가구는 282가구, 5인 이상 가구는 50가구이다. 2000년 기준으로 영구임대된 아파트는 총 888세대(전체의 93.2%)였으며, 성수기 아파트는 41채(4.3%), 공실은 24채(2.5%)였다. 2012년 기준 신규주택 건설률은 인구 1,000명당 6.8세대이다. 2013년 시정촌 공실률은 1.4%였다. 2011년에 단독 주택은 시정촌 전체 주택의 62.2%를 차지했다.
역사적 인구는 다음 차트에 나와 있다.

## 국가중요문화재

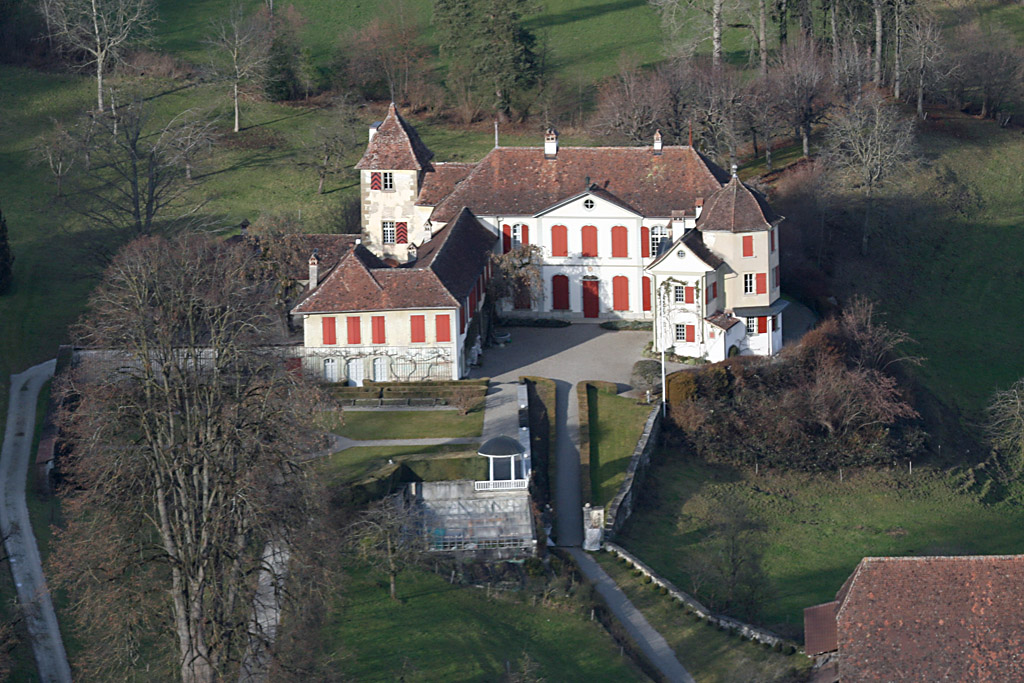
토펜성

토펜성은 국가적으로 중요한 스위스 문화유산으로 등재되어 있다.

## 정치
2011년 연방 선거에서 가장 인기 있는 정당은 30.9%의 득표율을 기록한 스위스인민당(SVP) 이었다. 그 다음으로 인기 있는 3개 정당은 보수민주당(BDP) (22.0%), 사회민주당(SP) (15.9%), 녹색당 (6.9%)이었다. 이번 연방 총선에서는 총 998표가 나왔고, 투표율은 54.4%였다.

## 경제

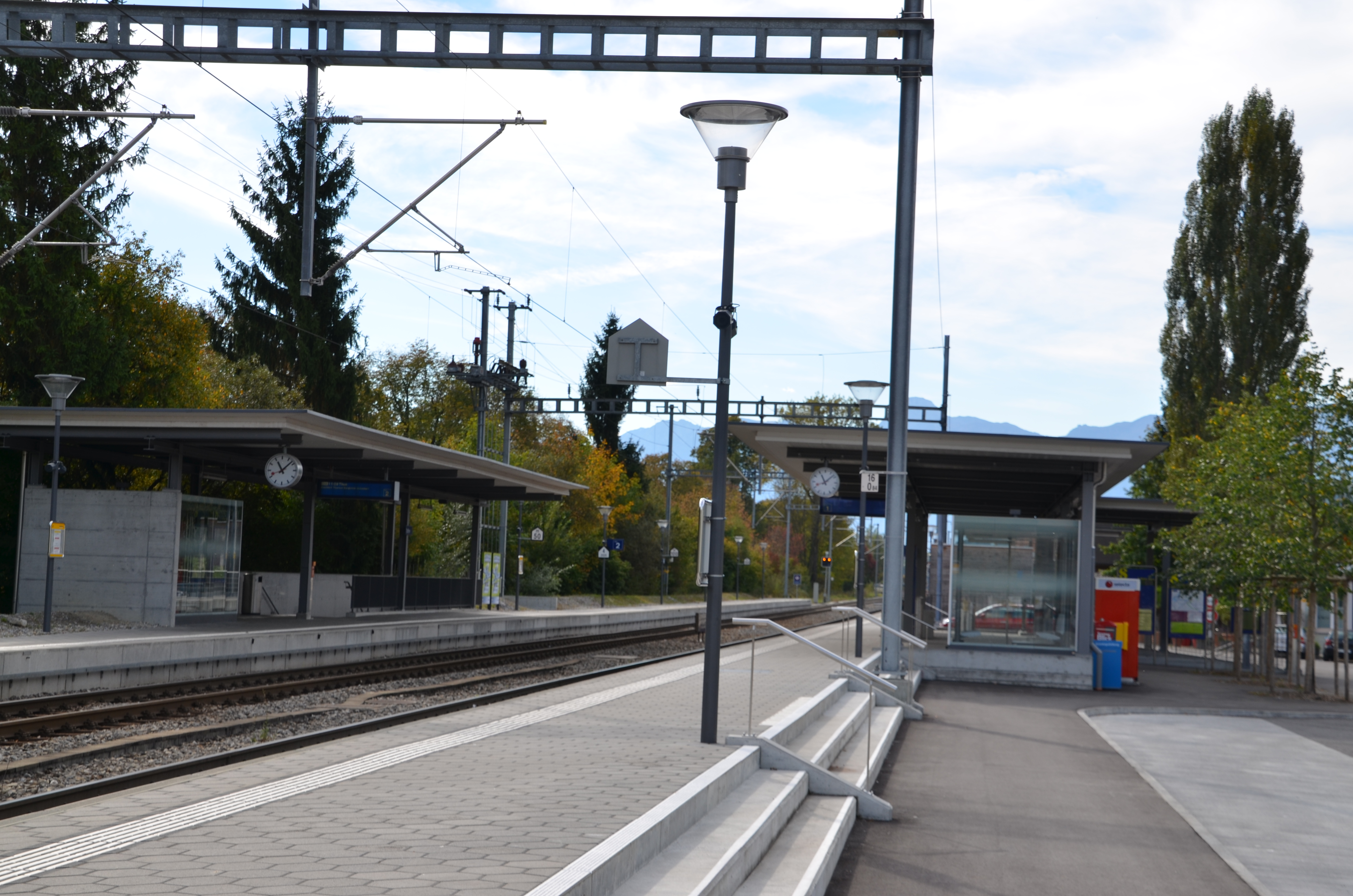
토펜역

2011년 기준으로 토펜의 실업률은 1.83%이다. 2011년 기준으로 시정촌에 고용된 사람은 총 568명이다. 이 중 1차 경제 부문에 54명이 고용되었고, 이 부문에 약 18개 기업이 참여했다. 2차 부문에는 111명이 고용되었고 이 부문에는 24개의 기업이 있었다. 403명이 3차 부문에 고용되었으며, 이 부문에는 98개의 기업이 있다. 시정촌 주민은 1,251명으로 일정 정도 고용되었으며, 그중 여성이 전체 노동력의 42.8%를 차지하였다.
2008년에는 총 444개의 정규직에 상응하는 일자리가 있었다. 1차 부문의 일자리 수는 31개였으며, 모두 농업에 있었다. 2차 부문의 일자리 수는 109개로 그중 22개(20.2%)가 제조업, 87개(79.8%)가 건설업이었다. 3차 부문의 일자리 수는 304개였다. 3차 부문의 경우; 204개(67.1%)는 도소매 판매 또는 자동차 수리, 8개(2.6%)는 상품의 이동 및 보관, 11개(3.6%)는 호텔 또는 레스토랑, 20개(6.6%)는 기술 전문가 또는 과학자였다. 18개(5.9%)가 교육에 있었고 10개(3.3%)가 의료에 있었다.
2000년에는 시정촌으로 통근하는 근로자가 292명, 출퇴근한 근로자가 997명이었다. 지자체는 근로자의 순수출 지자체로, 들어오는 1명당 약 3.4명의 근로자가 지자체를 떠나고 있다. 토펜에는 총 254명의 근로자(시 전체 근로자 546명 중 46.5%)가 거주하고 근무했다. 근로 인구의 29.3%가 출퇴근을 위해 대중교통을 이용하고, 52.7%가 자가용을 이용하였다.
2011년 토펜의 150,000 CHF를 버는 기혼 거주자의 평균 지방 및 주 세율은 12.4%인 반면 미혼 거주자의 세율은 18.2%였다. 비교를 위해 같은 해 전체 주의 평균 비율은 14.2%와 22.0%인 반면 전국 평균은 각각 12.3%와 21.1%였다.
2009년에 지자체에 총 1,113명의 납세자가 있었다. 그중 459명이 연간 75,000CHF 이상을 벌었다. 1년에 15,000에서 20,000 사이를 버는 사람이 6명 있었다. 토펜에 있는 75,000CHF 이상 그룹의 평균 소득은 116,652 CHF인 반면, 스위스 전체의 평균은 130,478CHF였다.
2011년에는 전체 인구의 1.6%가 정부로부터 직접적인 재정 지원을 받았다.

## 종교

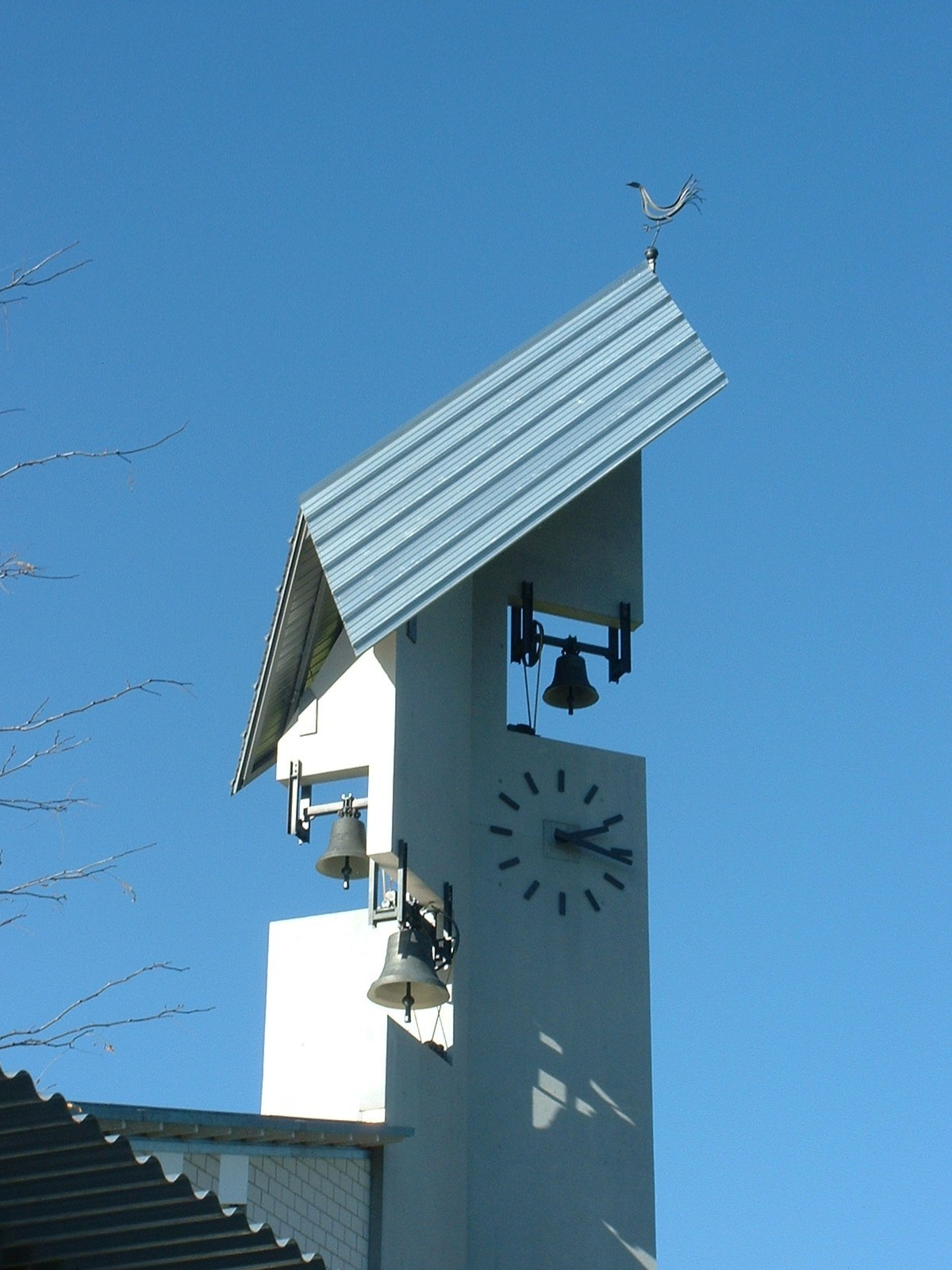
토펜 스위스 개혁 교회 종탑

2000년 인구 조사에서 1,675명(75.3%)가 스위스 개혁 교회에 속했고, 224명(10.1%)가 로마 카톨릭에 속했다. 나머지 인구 중 정교회 교인은 19명 (0.85%)이었고, 다른 기독교 교인은 68명(3.06%)이었다. 이슬람교 28명(1.26%)이었다. 불교 6명, 힌두교 2명, 다른 교회에 속한 2명이 있었다. 134명(6.03%)은 교회에 속하지 않고, 불가지론자 또는 무신론자이다. 그리고 65명의 개인(2.92%)이 질문에 대답하지 않았다.

## 교육
토펜에서는 인구의 약 59.8%가 비필수 고등교육을 이수했으며, 19.9%가 추가 고등교육(대학 또는 응용학문대학)을 이수했다. 인구 조사에 나와 있는 어떤 형태의 고등교육을 이수한 282명 중 72.0%는 스위스 남성, 23.4%는 스위스 여성, 3.2%는 비스위스계 남성이었다.
베른주 학교 시스템은 1년의 의무가 아닌 유치원, 6년의 초등학교를 제공한다. 이후 3년 동안의 의무적 중학교 과정을 거쳐 학생들을 능력과 적성에 따라 구분한다. 중학교 이하 학생들은 추가 학교에 다니거나 견습생으로 들어갈 수 있다.
2011-12학년도 동안 총 222명의 학생들이 토펜의 수업에 참석했다. 시정촌에는 총 35명의 학생이 있는 2개의 유치원 수업이 있었다. 유치원생 중 17.1%는 스위스의 영주권 또는 임시 거주자(시민권 아님)였으며, 17.1%는 교실 언어와 다른 모국어를 사용한다. 지자체에는 8개의 초등 학급과 151명의 학생이 있었다. 초등학생 중 7.3%는 스위스의 영주권 또는 임시 거주자(시민권 아님)였으며, 7.9%는 교실 언어와 다른 모국어를 사용한다. 같은 해에 총 36명의 중학생이 2개의 중학교를 운영했다. 스위스의 영주권자 또는 임시 거주자(시민이 아님)인 2.8%가 있었고 11.1%는 교실 언어와 다른 모국어를 사용했다.
2000년 현재, 시정촌의 모든 학교에 다니는 학생은 총 207명이다. 이 중 193명은 시에서 거주하며, 학교를 다녔고, 14명은 다른 시에서 왔다. 같은 해에 108명이 시외 학교에 다녔다.

## 교통
토펜은 대중 교통으로 잘 연결되어 있다. 1913년부터 존재한 귀르베탈 철도는 현재 베른 S-반 라인 S4/44/3의 일부이며, BLS 그룹에서 운영한다. 토펜역에는 30분마다 베른까지 17분 소요, 툰까지 24분이 소요되는 연결편이 있다. 토펜에서 리기스베르크까지 가는 버스 노선(소요 시간 13분)도 있다.